# Шевченко Микола Миколайович
Микола Миколайович Шевченко (нар. 24 вересня 1967) — радянський та український футболіст, захисник, футбольний тренер.

## Кар'єра гравця
У 1985—1991 роках виступав у кіровоградській «Зірці». У сезоні 1991/92 років захищав кольори «Унії» (Нова Сажина). Влітку 1992 року став гравцем олександрійської «Поліграфтехніки». Дебютував у футболці олександрійського клубу 20 серпня 1992 року в програному (1:2) домашньому поєдинку 3-о туру Першої ліги проти чортківського «Кристалу». Микола вийшов на поле в стартовому складі, а на 80-й хвилині його замінив Олександр Михайленко. Дебютним голом за «поліграфів» відзначився 2 вересня 1992 року на 53-й хвилині програного (1:2) домашнього поєдинку 1/8 фіналу кубку України проти харківського «Металіста». Шевченко вийшов на поле в стартовому складі та відіграв увесь матч. Дебютним голом у футболці олександрійців у Першій лізі відзначився 13 жовтня 1992 року на 43-й хвилині переможного (5:0) домашнього поєдинку 14-о туру проти чернігівської «Десни». Микола вийшов на поле в стартовому складі та відіграв увесь матч. У складі «Поліграфтехніки» в Першій лізі зіграв 86 матчів та відзначився 4-а голами, ще 5 матчів (1 гол) провів у кубку України. На початку 1995 року перейшов до вінницької «Ниви». У травні 1996 року дебютував у складі «Ворскли». В червні того ж року знову захищав кольори «Поліграфтехніки». Дебютував за олександрійців після свого повернення 17 червня 1996 року в програному (0:2) домашньому поєдинку 41-о туру Першої ліги проти полтавської «Ворскли». Шевченко вийшов на поле на 63-й хвилині, замінивши Володимира Максімова. У футболці «поліграфів» зіграв 4 матчі в Першій лізі. В липні 1996 року повернувся до «Ворскли». Влітку 1997 року виїхав за кордон, де захищав кольори словацького клубу «Слован» (Дусло Шаля). Після цього виступав: в узбецьких клубах МХСК (Ташкент), «Трактор» (Ташкент) та «Сурхан»: в індійських клубах «Черчілл Бразерс», «Демпо» та «Кочін», а також у мальдівському «Мале».

## Кар'єра тренера
По завершенні кар'єри гравця розпочав тренерську діяльність. Спочатку тренував Металург (Бекабад), а з листопада по грудень 2017 року — індійський «Черчілл Бразерс».

## Досягнення

### Клубні
- Вища ліга чемпіонату України
  -  Бронзовий призер (1): 1997